# Campeonato Brasiliense de Futebol de 2012
O Campeonato Brasiliense de Futebol de 2012 foi a 54ª edição da principal divisão do futebol no Distrito Federal. A disputa ocorreu entre 12 de fevereiro e 19 de maio e foi organizada pela Federação Brasiliense de Futebol.

## Regulamento
Diferente das edições anteriores, os participantes foram divididos em dois grupos. Na primeira fase (Taça JK), os times jogam contra os times do outro grupo e o primeiro de um grupo enfrenta o segundo do outro numa semifinal. Os vencedores irão para a final do turno, o vencedor dessa final, torna-se o campeão da Taça JK de 2012.
O 3º e 4º colocado de cada grupo da Taça JK disputam a Taça João Saldanha. Os jogos serão em partida única onde o 3º colocado da chave A enfrenta o 4º colocado da chave B, e o 4º colocado da chave A enfrenta o 3º da chave B. A Taça João Saldanha é considerado como um torneio de consolação para as equipes.
Na segunda fase (Taça Mané Garrincha), os times jogam dentro de seus grupos, embora a classificação seja dentro de cada grupo. O primeiro de um grupo enfrenta o segundo do outro numa semifinal. Os vencedores se enfrentam na final do turno, o vencedor do confronto será declarado o campeão da Taça Mané Garricha de 2012.
O 3º e 4º colocado de cada grupo da Taça Mané Garrincha disputam a Taça Dr. Sócrates. Os jogos serão em partida única onde o 3º colocado da chave A enfrenta o 4º colocado da chave B, e o 4º colocado da chave A enfrenta o 3º da chave B. A Taça Dr. Sócrates é considerado como um torneio de consolação para as equipes.
Os vencedores de cada turno disputam entre si dois jogos finais para estabelecerem o campeão brasiliense. Caso a mesma equipe vença os dois turnos, será declarada campeão automaticamente. O campeão e o vice-campeão do campeonato tem o direito de disputar a Copa do Brasil de 2013.

### Critérios de desempate
Para o desempate entre duas ou mais equipes segue-se a ordem definida abaixo:
1. Número de vitórias
2. Saldo de gols
3. Gols marcados
4. Número de cartões amarelos e vermelhos
5. Sorteio

## Participantes
| Equipe           | Localidade         | Em 2011         | Estádio         | Capacidade | Títulos             |
| Ceilandense      | Ceilândia          | 6º              | Abadião         | 4 000      | 0 (não possui)      |
| Botafogo-DF      | Guará              | 4º (1ª divisão) | CAVE            | 8 000      | 0 (não possui)      |
| Brasiliense      | Taguatinga         | 1º              | Serejão         | 27 000     | 7 (último em 2011)  |
| Brazlândia       | Brazlândia         | 1º (2ª divisão) | Chapadinha      | 3 000      | 0 (não possui)      |
| Capital-DF [CAP] | Cristalina (GO)    | 5º (2ª divisão) | Salvador Amado  | 5 000      | 0 (não possui)      |
| Ceilândia        | Ceilândia          | 5º              | Abadião         | 4 000      | 1 (último em 2010)  |
| Dom Pedro        | Núcleo Bandeirante | 6º (2ª divisão) | Augustinho Lima | 15 000     | 0 (não possui)      |
| Formosa          | Formosa (GO)       | 3º              | Diogão          | 2 000      | 0 (não possui)      |
| Gama             | Gama               | 2º              | Bezerrão        | 20 000     | 10 (último em 2003) |
| Legião           | Brasília           | 4º (2ª divisão) | CAVE            | 8 000      | 0 (não possui)      |
| Luziânia         | Luziânia (GO)      | 3º (2ª divisão) | Serra do Lago   | 22 000     | 0 (não possui)      |
| Sobradinho       | Sobradinho         | 2º (2ª divisão) | Augustinho Lima | 15 000     | 2 (último em 1986)  |

- CAP: ^  O Capital disputou a competição com uma parceria com a equipe do Cristalina Atlético Clube.[2]

## Primeira fase (Taça JK)

### Fase de grupos
| Classificação | Classificação | Classificação | Classificação | Classificação | Classificação | Classificação | Classificação | Classificação | Classificação |
| Pos           | Time          | PG            | J             | V             | E             | D             | GP            | GS            | SG            |
| ------------- | ------------- | ------------- | ------------- | ------------- | ------------- | ------------- | ------------- | ------------- | ------------- |
| 1             | Luziânia      | 16            | 6             | 5             | 1             | 0             | 9             | 4             | +5            |
| 2             | Brasiliense   | 13            | 6             | 4             | 1             | 1             | 15            | 5             | +10           |
| 3             | Botafogo-DF   | 10            | 6             | 3             | 1             | 2             | 11            | 11            | 0             |
| 4             | Sobradinho    | 9             | 6             | 3             | 0             | 3             | 12            | 9             | 0             |
| 5             | Legião        | 4             | 6             | 1             | 1             | 4             | 5             | 15            | -10           |
| 6             | Dom Pedro     | 4             | 6             | 1             | 1             | 4             | 7             | 22            | -15           |

| Classificação | Classificação    | Classificação | Classificação | Classificação | Classificação | Classificação | Classificação | Classificação | Classificação |
| Pos           | Time             | PG            | J             | V             | E             | D             | GP            | GS            | SG            |
| ------------- | ---------------- | ------------- | ------------- | ------------- | ------------- | ------------- | ------------- | ------------- | ------------- |
| 1             | Ceilândia        | 13            | 6             | 4             | 1             | 1             | 10            | 4             | +6            |
| 2             | Brazlândia       | 11            | 6             | 3             | 2             | 1             | 10            | 7             | +3            |
| 3             | Gama             | 9             | 6             | 3             | 0             | 3             | 18            | 8             | +10           |
| 4             | Formosa          | 6             | 6             | 2             | 0             | 4             | 9             | 15            | -6            |
| 5             | Atl. Ceilandense | 5             | 6             | 1             | 2             | 3             | 12            | 11            | +1            |
| 6             | Capital-DF       | 3             | 6             | 1             | 0             | 5             | 7             | 14            | -7            |

### Taça João Saldanha
|  | Semifinais             | Semifinais |      |  | Final                  | Final |  |
|  |                        |            |      |  |                        |       |  |
|  | 21 de março – Bezerrão |            |      |  |                        |       |  |
|  | Botafogo-DF            | 1          |      |  |                        |       |  |
|  | Formosa                | 3          |      |  |                        |       |  |
|  |                        |            |      |  |                        |       |  |
|  |                        |            |      |  | 24 de março – Bezerrão |       |  |
|  |                        |            |      |  | Formosa                | 0(5)  |  |
|  |                        | Gama       | 0(3) |  |                        |       |  |
|  |                        |            |      |  |                        |       |  |
|  |                        |            |      |  |                        |       |  |
|  |                        |            |      |  |                        |       |  |
|  | 21 de março– Bezerrão  |            |      |  |                        |       |  |
|  | Gama                   | 4          |      |  |                        |       |  |
|  | Sobradinho             | 2          |      |  |                        |       |  |

| Taça João Saldanha de 2012                       |
| ------------------------------------------------ |
| Bosque Formosa Esporte Clube Campeão (1º título) |

### Taça JK - Fase Final
|  | Semifinais                  | Semifinais |   |  | Final                       | Final |  |
|  |                             |            |   |  |                             |       |  |
|  | 21 de março – Serra do Lago |            |   |  |                             |       |  |
|  | Luziânia                    | 2          |   |  |                             |       |  |
|  | Brazlândia                  | 0          |   |  |                             |       |  |
|  |                             |            |   |  |                             |       |  |
|  |                             |            |   |  | 25 de março – Serra do Lago |       |  |
|  |                             |            |   |  | Luziânia                    | 3     |  |
|  |                             | Ceilândia  | 2 |  |                             |       |  |
|  |                             |            |   |  |                             |       |  |
|  |                             |            |   |  |                             |       |  |
|  |                             |            |   |  |                             |       |  |
|  | 21 de março– Abadião        |            |   |  |                             |       |  |
|  | Ceilândia                   | 0          |   |  |                             |       |  |
|  | Brasiliense                 | 0          |   |  |                             |       |  |

| Taça JK de 2012                                  |
| ------------------------------------------------ |
| Associação Atlética Luziânia Campeão (1º título) |